# Хякямиес, Юри
Юри Юкка Хякямиес (фин. Jyri Jukka Häkämies; 30 августа 1961, Кархула, Финляндия) — финский политик, член Парламента Финляндии от партии Национальная коалиция. С 22 июня 2011 по 16 ноября 2012 — министр экономики Финляндии в правительстве Юрки Катайнена. С 19 ноября 2012 — исполнительный директор Центрального союза деловой жизни Финляндии.

## Биография
Родился 30 августа 1961 года в Кархула.
Член партии Национальная коалиция.
С 19 апреля 2007 года по 22 июня 2010 года исполнял должность министра обороны Финляндии во втором правительстве М. Ванханена и с 22 июня 2010 по 22 июня 2011 года продолжил исполнение тех же обязанностей в кабинете Мари Кивиниеми.
22 июня 2011 года назначен министром экономики Финляндии в правительстве Юрки Катайнена, занимал эту должность по 16 ноября 2012 года. 9 ноября 2012 года был назначен (с 19 ноября) исполнительным директором Центрального союза деловой жизни Финляндии.

## Семья
- Отец — Эркки Хякямиес (1928—1993)
- Мать — Пиркко Хякямиес (урождённая Кайрава)
- Жена — Туйя Архосола-Хякямиес (фин. Tuija Arhosola-Häkämies). В браке с 1988 года.
- Сын — Йоел (Joel) р. 1989
- Сын — Эрик (Eerik) р. 1993